# 水野忠重

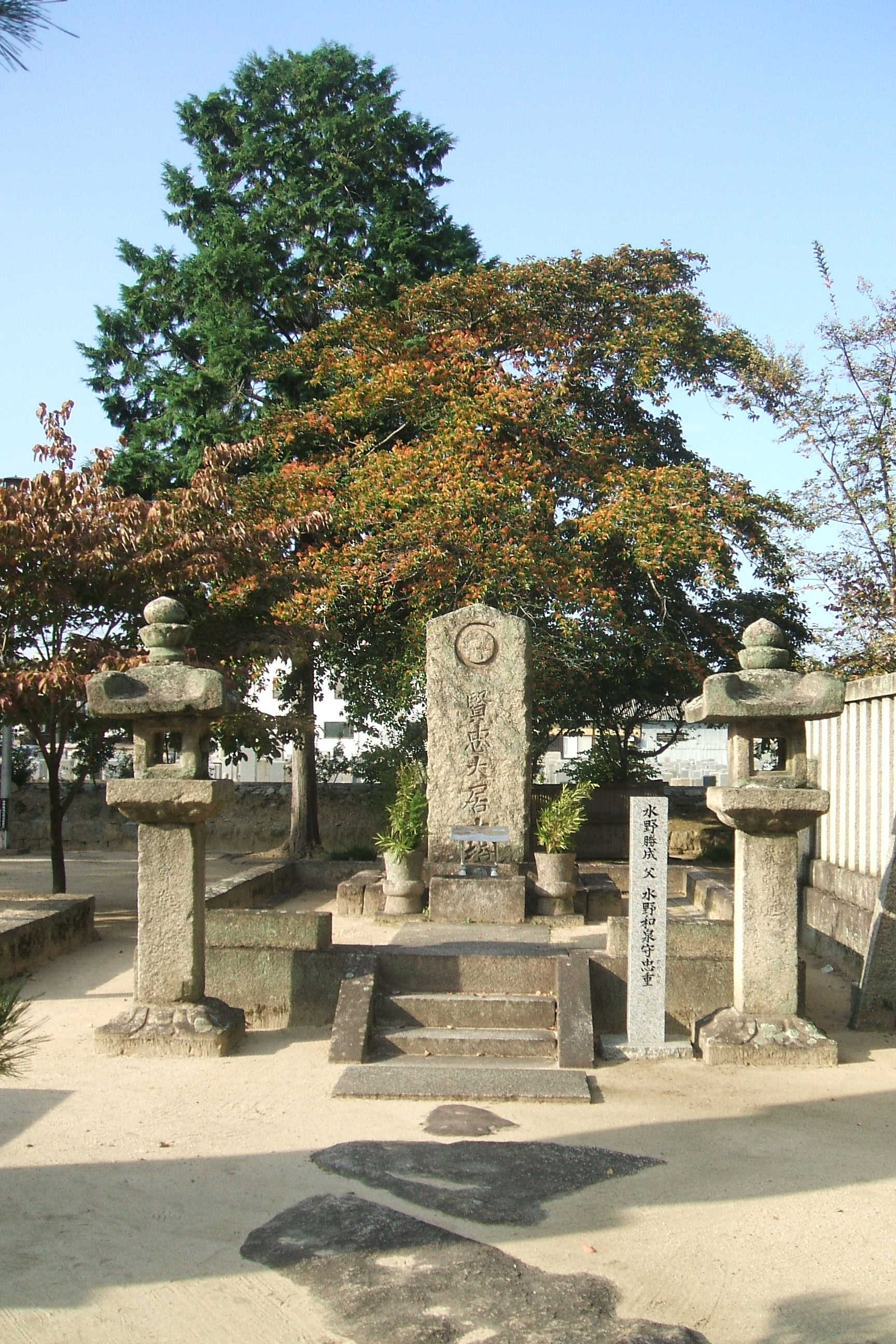
忠重公墓所 （福山市若松町）

水野 忠重（みずの ただしげ）は、戦国時代から安土桃山時代にかけての武将、大名。水野氏当主。三河刈谷城（刈屋城）および緒川城主、後に伊勢神戸城主。実姉・於大の方は徳川家康の生母で、家康の叔父にあたり、徳川二十将の一人にも数えられている。

## 生涯
天文10年（1541年）、尾張国知多郡を治めた国人領主・水野忠政の九男（末子）として誕生。『寛政重修諸家譜』（以下、『寛政譜』）によれば、母は忠政の継室である大河内元綱の養女。初名は忠勝。
初め水野家惣領であった異母兄・水野信元に仕える。信元が織田信長に属したのでその陪臣となった。
永禄元年（1558年）の尾張緒川・石瀬での戦いに参加。一番に槍合わせをして相手を突き崩し、兄・忠分に譲って首を獲らせた。信長はその話を聞いて、自ら首を獲るよりも優れた行いだと感心したという。永禄3年（1560年）の刈谷十八丁畷の戦いでも軍功を挙げたという。
永禄4年（1561年）、三河岡崎城の松平元康（徳川家康）の傘下に入った。同年の春、清洲同盟によって織田氏と松平氏が同盟で結ばれたとはいえ信元は一貫して信長に属しており、この頃に忠重だけが信元から離れて甥である元康に属したと推測される。『本朝通鑑』ではこの理由を兄弟不和によるとして、『寛政譜』でも兄との不和により三河国鷲塚に蟄居していたとされている。
永禄6年（1563年）から翌年にかけての三河一向一揆の鎮圧で戦功をあげた。八面六臂の活躍で、酒井正親が籠る西尾城を救援して一揆軍の勇者・馬場平太夫を討ち取り、上和田城の合戦では一揆方となった蜂屋貞次と戦って取り逃がしたものの、小豆坂の合戦では安城の細畷で一揆軍大将・石川新七郎を討ち取った。
武田信玄の駿河侵攻に呼応して、徳川勢も侵攻を開始すると、永禄12年（1569年）正月、 入瀬山に陣を敷いた。今川氏真が籠もる遠江掛川城の攻撃に加わり、1月21日の天王山の戦いで今川方の伊東武兵衛、大谷七十郎を討ち取った。
元亀元年（1570年）、小谷城の戦いおよび姉川の戦いに従軍して戦功があった。
元亀3年（1573年）12月22日、三方ヶ原の戦いで軍功を顕し、家康より兜と鎧を賜った。これは家康の影武者を務めたためではないか、と考えられる。
天正2年（1574年）、家康は遠江犬居城（乾城）を攻めたが落とせずに軍を収める際、却って天野景貫の反撃を受けるが、忠重と大久保忠世が殿軍を務めて無事に帰還した。
天正3年（1575年）、武田勝頼が三河吉田城を襲った時、忠重が城を守るが、出撃して交戦した際に右肩に鉄砲玉を受けて負傷し、玉が肉に留まって出ない状態で左に槍をもって指揮を続けた。しかしこの傷のせいで次の長篠の戦いには参戦できず、家臣の水野清久（正重）を代理で参加させたという。
同年、信元が武田氏との内通の嫌疑（美濃岩村城の秋山信友に兵糧米を売った容疑）をかけられて岡崎へ逃亡したが、信長の命令で家康は信元親子を自害させた。『寛政譜』では佐久間信盛の讒言とされるが、これは信元の刈谷城が信盛に与えられたことから生まれた憶測という。
天正6年（1578年）6月18日に松平家忠が水野総兵衛（忠重）を振る舞っており（『家忠日記』）、信元らの自害も忠重は岡崎に残留していた。
天正7年（1579年）より凡そ3年間、家康は度々高天神城を攻囲したが、忠重はその都度戦い、しばしば戦功があった。
天正8年（1580年）8月、佐久間信盛が織田家を追放されて三河刈谷城も没収されると、忠重は信長より刈谷城を与えられ、9月23日に入城した。『寛政譜』では、信元の冤罪が明らかになり、信長が悔いて、忠重を招いて水野家を継がせたとする。水野家当主となったことで忠重は信長の家臣となり、織田信忠の軍団に組み込まれたと推測される。
天正9年（1581年）1月4日、信忠の命により同族の水野守隆とともに横須賀城の番手として派遣された。この後、家康の高天神城攻めに加わり、度々信長に報告。1月25日付で、信長より細々とした指示を受けている。この水野忠重宛織田信長朱印状には「（高天神）城方より降伏開城の申し入れがあったそうだが、確かにその申し入れを受けた方が城の奪取も早いし、包囲を続けるのは苦労も多いだろう。しかし勝頼は今、高天神に援軍を送れる情勢ではない。ここで勝頼が援軍を出さずに城が玉砕したとあれば、勝頼の威信は失墜するであろう。私も一両年中に武田攻めを実行するつもりである。従ってここはどちらが得策か、よくよく考えるよう、家康殿にも申し伝えよ。但し私は現場にいなくて家康殿や兵たちの苦労を計りかねるので、（徳川）家中の宿老どもとよく相談して決めるように」とある。この時の忠重は、攻城軍の目付か軍監として徳川に付けられたものと思われている。
天正10年（1582年）2月、信忠の甲州征伐に従軍。武田滅亡の後に信長が凱旋する途中、三河池鯉鮒（）にて信長を饗応している。同年6月、本能寺の変が起こると、信忠に従って妙覚寺、二条御新造にいたと推測されるが、難を逃れて京都に潜伏。脱出して、6月11日に三河国刈谷に戻った。
『寛政譜』では家康の元に戻ったとされているが、これは間違いで、北畠信雄に属し、『織田信雄分限帳』によると、忠重は刈谷、緒川のほか北伊勢にも所領を持ち、都合1万3千貫文を領するとなっている。ただし、家康の実の叔父という立場でもあって、従属関係は複雑であった。
天正壬午の乱に参加。天正10年（1582年）9月5日、忠重率いる刈谷衆が甲斐国の徳川方の砦に着陣。忠重の出陣は、家康の要請に応じた「織田政権」の指示によるものとされている。これ以前の同年8月12日に行われた黒駒合戦に、嫡子の勝成は参加して大勝している。先行した勝成の出陣が「織田政権」によるものか、家康の要請によるものか、あるいは、忠重の独断によるものかは判然としない。
天正12年（1584年）3月10日、羽柴秀吉は、信雄方の水野忠重、丹羽氏次、高木貞友等を（家臣として）招くが、応じなかった。同月、小牧の戦いに信雄方として従軍し、13日、子・勝成は伊勢神戸城の救援を命じられ、忠重は（信雄に誅殺された）岡田重孝の弟・岡田善同の籠もった本治城（）を攻撃し、これを降伏させ、常滑城（）も攻略した。さらに進んで浅井氏の苅安賀城を包囲し、これも攻め落とした（開城説もある）。長久手の戦いでは、4月8日、岡部長盛、大須賀康高、榊原康政、本多広孝、丹羽氏次と共に織田・徳川連合軍の先手を務めた。小幡城で軍議、このとき忠重は「敵の大軍に正面から当たるのは得策ではなく、敵の後ろをついて、最後尾を攻撃するのがよい」と提案すると、榊原ら諸将はこれに賛成し、出陣したという。翌朝未明に三好秀次の本陣を襲撃して潰走させた。木下利匡は忠重の一族水野分長が討ち取ったという。合戦のあと小幡城に戻ると、本多忠勝が合流。秀吉の大軍が龍泉寺山に到着したとの知らせが入ると、忠勝は龍泉寺山への夜襲を主張。「自らが先陣になる。誰か後詰めになって欲しい」と訴えた。早朝からの戦い詰めの徳川諸将は、あまりの疲労でだれも名乗りでるものがいなかったといい、それをみた忠重が後詰めを引き受けようと言ったという。家康は忠勝、忠重を押さえて、その夜のうちに小牧へ撤収することにした。6月、蟹江城合戦でも、丹羽氏次と共に活躍した。此の日の混戦ぶりは、大将同士が戦う大乱戦となり、刈谷城主水野忠重・勝成親子の奮戦ぶりが語り伝えられている。勝成は東大手門の城門から、城内へ引き上げる敵の殿軍の将滝川一忠（滝川一益の長男）と槍をあわせ、双方鎗キズを負う。忠重は、南大手にあたる海門寺口の城門まで押し寄せ鉄砲の猛射をうけ、味方の死骸引き除けて、乱入。敵の首を取って家康の見参にいれたところ、「其方が高名首之儀、珍しからす。今日の立物（兜の前立）こそ見事」と称賛される。矢が、四～五本も兜に立っており、一本は頭に刺さっていて、この傷痕は後世まで残り、武勇の程語り伝えられた。
10月に秀吉は織田信雄の籠もる桑名城を包囲したが、忠重らは堅く守ってこれを退けた。桑名対陣中、嫡男の勝成が、忠重の家臣・富永半兵衛に讒言されて父に罰を受けたといって、これを殺害した。小牧でこの弁明を受けた忠重は許さずに追放したので、勝成は諸国放浪した。
11月15日、信雄が秀吉と単独講和して秀吉の臣下となったので、忠重は陪臣の身分となった。天正13年（1585年）2月、秀吉が雑賀攻めの軍を起こすと、信雄から同月12日に出陣の命令を受けている。
時期ははっきりしないが、この頃に忠重は秀吉の直臣となったようである。9月、秀吉に摂津豊島郡内の神田728石の加増を与えられているが、『寛政譜』ではこれを勝成への扶助とする。秀吉は桑名対陣での働きや、多年の功績を評価して、石川数正と同じ武者奉行とした。忠重の場合、信雄の命で秀吉陣営に属したのである。
天正15年（1587年）の九州の役に参加。同年7月29日、従五位下和泉守に叙任されて、豊臣姓を賜った。
天正15年（1587年）十月朔日、秀吉は北野の松原において大茶会を催した。この茶会に忠重も茶席を設けることを命じられる。
天正18年（1590年）の小田原の役では、250騎を率いた。同年9月4日、伊勢神戸城4万石に移封された。
文禄元年（1592年）、文禄の役では、『松浦古事記』の記録に名護屋御留守番陣衆の中に水野和泉守の名があり、肥前名護屋城に在陣した。
文禄3年（1595年）、伏見城普請を分担。経緯や理由はわからないが、同年に再び本領・三河刈谷城主に戻され、『当代記』によれば石高は2万石とあるので、減封になったようである。
慶長3年（1598年）8月、秀吉が死去すると、遺物左文字の刀を受領した。
慶長5年（1600年）、家康の会津征伐には子の勝成が従軍し、三河国に留まる。7月19日、三河国池鯉鮒において浜松から越前府中の新領に帰る堀尾吉晴を歓待して酒宴を催した際、同席した加賀井重望（秀望）と口論になって殺害された。享年60。兄・信元と同じ三河楞厳寺の水野家の霊廟に葬られたが、子の勝成が追善供養のために建立した広島県福山市の賢忠寺にも墓がある。

## 子孫
9代将軍徳川家重の生母深徳院と、12代将軍徳川家慶の生母香琳院は、忠重の子・忠直の子孫である。
水野忠直―久仁子―内藤守政―女子（大久保忠直室）―深徳院―徳川家重
水野忠直―女子（木下利次室）―木下利値―女子（天野重供室）―天野久斗―天野久豊―女子（押田敏勝室）―香琳院―徳川家慶

## 登場する作品
- おんな城主 直虎（2017年、NHK大河ドラマ、演：上杉祥三）
- 麒麟がくる（2020年、NHK大河ドラマ）